# Junghuhnia complicata
Junghuhnia complicata är en svampart som beskrevs av Blumenf. & J.E. Wright 1984. Junghuhnia complicata ingår i släktet Junghuhnia och familjen Meruliaceae.   Inga underarter finns listade i Catalogue of Life.